# Městské muzeum v Náměšti nad Oslavou
Městské muzeum v Náměšti nad Oslavou (nazýváno též jako Městské muzeum na Staré radnici) je muzeum v Náměšti nad Oslavou. Znovu založeno bylo v roce 2004 a sídlí na Masarykově náměstí čp. 100 v budově tzv. Staré radnice.

## Historie
Městské muzeum bylo ve městě založeno opět v roce 2004. Otevřeny jsou dvě stálé expozice: Atelier náměšťského fotografa Ondřeje Knolla a Papírníkova tiskárna. V muzeu jsou sbírky fotografických a tiskařských strojů z počátku 20. století, fotografií staré Náměště nad Oslavou a okolí a další tematické sbírky. V galerii ve Staré radnici se konají krátkodobé výstavy všeho druhu.

## Expozice

### Ateliér náměšťského fotografa Ondřeje Knolla
Ondřej Knoll (1883–1960) byl fotograf a majitel papírnictví a knihkupectví v Náměšti. Jeho fotografie se objevují od roku 1906. Fotografoval oblasti jihozápadní a západní Moravy, občas zajížděl i do jiných míst. Byl pokládán za profesního fotografa, snímky však přerůstaly do umělecké fotografie. Posléze byl považován za uměleckého fotografa. Stal se také vydavatelem pohlednic mnoha obcí v Československu. Patřil k přátelům Otokara Březiny, Jakuba Demla, Josefa Kapinuse a právě jeho fotografie používal rád v publikacích Jakub Deml.
Knoll vytvořil rozsáhlý vlastivědný cyklus diapozitivů formátu 5x5 cm i stereoskopických obrazů formátu 9x14 cm, které promítal, většinou zdarma, ve školách i na kulturních akcích různých organizací. Oceněním kvality Knollových fotografií byl rozsáhlý dotazník, který mu roku 1949 zaslala sekce pro vědu a kulturu Organizace spojených národů.

### Papírníkova tiskárna
V této expozici jsou uvedeny sbírky historického vybavení tiskárny, tyto sbírky věnoval muzeu Jiří Papírník, tiskař a dlouholetý náměšťský kronikář. Jeho otec Vilém Papírník se v Náměšti věnoval tiskařskému řemeslu již od roku 1926 a provoz jeho tiskárny patřil k jedné z nejdůležitějších živností ve městě. Expozice je koncipována jako klasická tiskařská dílna, kde jsou umístěny historické stroje a nářadí a zároveň informace o postupu tisku a tiskařského řemesla. V rámci expozice lze projít celým procesem tisku od základů po samotný tisk knihy, od uložení písmen v kasách, sázení, tisk, řezání, až po vázání knih. V expozici jsou také vystaveny tiskařské štočky, staré tisky z místní tiskárny a unikátní sbírka přání do nového roku PF od Jiřího Papírníka.